# Atletica leggera ai Giochi della XXIII Olimpiade - 100 metri piani femminili

Video della Finale

I 100 metri piani hanno fatto parte del programma femminile di atletica leggera ai Giochi della XXIII Olimpiade. La competizione si è svolta nei giorni 4-5 agosto 1984 al «Memorial Coliseum» di Los Angeles.

## Presenze ed assenze delle campionesse in carica
| Competizione      | Atleta           | Prestazione | Los Angeles 1984 |
| ----------------- | ---------------- | ----------- | ---------------- |
| Commonwealth 1982 | Angella Taylor   | 11”00       | Presente         |
| Panamericani 1983 | Esmeralda García | 11”31       | Presente         |

## Assenti a causa del boicottaggio
| Campionessa europea Campionessa mondiale | 1982 1983 | 11"01 10"97 | Marlies Göhr         |
| Campionessa olimpica                     | 1980      | 11"02       | Ljudmila Kondrat'eva |
| Seconda delle tedesche est               | 1984      | 11"04       | Bärbel Wöckel        |

## La gara
Doveva essere Ahsford contro Göhr, ma il boicottaggio cancella un duello che sarebbe stato appassionanante. Così la Ahsford si deve guardare solo dalle compagne di squadra. Vince i Trials in 11"18 ed arriva ai Giochi da favorita.
L'unica che potrebbe mettersi in mezzo tra lei e l'oro è la giamaicana Merlene Ottey, già bronzo a Mosca a soli 20 anni d'età.

In finale la Ashford vince da signora col nuovo record olimpico, staccando Alice Brown di 16 centesimi. La Ottey è di nuovo terza.
Dopo i Giochi, Evelyn Ashford affronterà Marlies Göhr in un epico duello al meeting di Zurigo, uscendone vincitrice con un fantastico 10"76, nuovo record del mondo.

## Risultati

### Turni eliminatori
| 6 Batterie         | 4 agosto | 46 partenti   | Si qualificano le prime 5 + i 2 migliori tempi. |
| 4 Quarti di finale | 4 agosto | 8 + 8 + 8 + 8 | Si qualificano le prime 4.                      |
| 2 Semifinali       | 5 agosto | 8 + 8         | Si qualificano le prime 4.                      |
| Finale             | 5 agosto | 8 concorrenti |                                                 |

### Finale
| Record mondiale | 10"79A | Evelyn Ashford   | Stati Uniti    |                | 1983 |
| Record olimpico | 11"01  | Annegret Richter | Germania Ovest | Montréal (Can) | 1976 |

| Pos | Paese       | Atleta         | Tempo |
| --- | ----------- | -------------- | ----- |
|     | Stati Uniti | Evelyn Ashford | 10”97 |
|     | Stati Uniti | Alice Brown    | 11”13 |
|     | Giamaica    | Merlene Ottey  | 11”16 |